# (1401) Lavonne
(1401) Lavonne – planetoida z pasa głównego asteroid okrążająca Słońce w ciągu 3 lat i 118 dni w średniej odległości 2,23 au. Została odkryta 22 października 1935 w Observatoire Royal de Belgique w Uccle przez Eugène’a Delporte. Nazwa planetoidy pochodzi od imienia wnuczki Maud Worcester Makemson, amerykańskiej astronom, która obliczyła jej orbitę. Przed nadaniem nazwy planetoida nosiła oznaczenie tymczasowe (1401) 1935 UD.